# Dyschoriste procumbens
Dyschoriste procumbens là một loài thực vật có hoa trong họ Ô rô. Loài này được E.A.Bruce mô tả khoa học đầu tiên năm 1934.